# Хітроу-Термінал 4 (станція)
51°27′29″ пн. ш. 0°26′42″ зх. д. / 51.458° пн. ш. 0.445° зх. д.
Хітроу-Термінал 4 (англ. Heathrow Terminal 4 railway station) — станція TfL Rail  що обслуговує Термінал 4 аеропорту Лондон-Хітроу. Розташована у 6-й тарифній зоні (тільки TfL Rail). 
Проїзд до/зі станції Хітроу-Центральне на Хітроу-Коннект є безкоштовними та можуть використовуватися пасажирами, що змінюють термінали в Хітроу.
Станцію відкрито 23 червня 1998 року разом з Heathrow Express

## Виходи та пересадки
Вихід до терміналу 4 аеропорту Хітроу. 
Пересадки: 
- на автобуси оператора London Buses №482 та 490.
- Станцію метро Хітроу-Термінал 4 лінії Пікаділлі Лондонського метрополітену.

## Послуги
Понеділок-п'ятниця станція обслуговує лише потяг Хітроу-Експрес, що курсує що 15 хвилин між терміналом 4 та станцією Хітроу-Центральне. Додаткові послуги надаються в неділю, обслуговуючі Хітроу-Коннект, що прямує далі до Паддінгтону. 
| Попередня станція | Лінія | Лінія                    | Лінія | Наступна станція  |
| ----------------- | ----- | ------------------------ | ----- | ----------------- |
| Кінцева           |       | Crossrail Elizabeth line |       | Хітроу-Центральне |